# 是方貴美子
是方 貴美子（これかた きみこ、1985年7月30日 - ）は、東京都生まれの元ピアノ弾き語りシンガーソングライター。
父はギタリスト是方博邦

## 略歴
4歳からピアノを始める。武蔵野音楽大学附属高等学校をピアノ科で卒業後、武蔵野音楽大学で声楽科に転科し卒業。大学4年頃から都内を中心にライブ活動開始。2013年の夏のライブでシンガーソングライターとしての音楽活動を終了した。

## ディスコグラフィー

### ミニアルバム
|      | 発売日 | タイトル     | 規格 | 内容                                                                                              |
| ---- | ------ | ------------ | ---- | ------------------------------------------------------------------------------------------------- |
| 1st. | 2009年 | こころうた   | CD   | 1. こころうた 2. 緑の風 3. 君に伝えたい歌がある 4. Pieces 5. お話しよう 6. Favorite Things        |
| 2nd. | 2010年 | 出逢えたこと | CD   | 1. HAPPYSONG 2. 赤い華 3. 優しくしないで 4. らりるRainyDay 5. こころうた 6. 2度目の初恋 7. 緑の風 |
| 3rd. | 2013年 | 境界線       | CD   |                                                                                                   |

| スタブアイコン | サブスタブ | この項目は、まだ閲覧者の調べものの参照としては役立たない、音楽関係者（バンド等）に関連した書きかけの項目です。この項目を加筆・訂正などしてくださる協力者を求めています（P:音楽/PJ:芸能人）。 |